# Palù del Fersina
Palù del Fersina – miejscowość i gmina we Włoszech, w regionie Trydent-Górna Adyga, w prowincji Trydent.
Według danych na rok 2004 gminę zamieszkiwały 193 osoby, 12,1 os./km².